# Црна копрена
Црна копрена  привремени је губитак вида у току дејства убрзања на тело пилота у току летења, којој претходи губитку свести. Настаје као последица недовољне перфузије крви у мрежњачи ока.

## Етиопатогенеза
У вертикалном успону авиона, увећање "Gz" убрзања (које  се назива позитивно "+G" убрзање, јер центрифугална сила делује према доњем делу тела у правцу глава седиште пилота) доводи до поремећаја испоруке артеријске крви у мозак уз истовремени порасат притиска у венама стопала и до 5 пута . Због еластичности вена долази до њиховог ширења и прерасподеле веће количине крви из горњих ка доњим деловима тела. Како да срце не може да избаци крв, која се у њега не враћа, настаје губитак оксигенисане крви у мозгу, што код пилота прво доводи до поремећаја периферног вида. Даљи пораст убрзања доводи до црне копрене "blackouts" (привремени поремећај вида), а нешто касније и поремећај функција мозга све до губитка свести.
Субјективни симптоми
Ова врста убрзања делује од седишта према  глави, али су ефекти његовог дејства од главе према седишту;
На убрзању од +2Gz јавља се осећај повећања притиска тела на седиште и тежина у рукама и ногама
На убрзању од +3 до +4Gz пилот покрете обавља са великим тешкоћама, скелетна мускулатуру постаје напета, тело се вертикално угиба, координација покрета све више слаби, а изостаје и контрола већих мишића. Пилот постаје све више беспомоћан, а у грудном кошу осећа растезање због повлачења поткожних вена. Јавља се повлачење доњег дела лица. Крвни притисак пада, а настаје и поремећај вида овим редоследом: измаглица (сива копрена), губитак периферног вида (тунелски вид) и на крају  потпуним губитком вида (црна копрене).  Дисање је све отежаније, нарочито удисај, због спуштања дијафрагме, коју надоле повлачи јетра.
На убрзању од +5Gz (и више), долази до промене психе пилота и губитка свести.